# The Open Championship 2005
De 134ste editie van het Open Championship was de derde major van het golfseizoen 2005. Het Open werd van 14 tot 17 juli 2005 in Schotland gespeeld op de Old Course van de St Andrews Links.
Tiger Woods stond vier rondes op de eerste plaats en won voor de tweede keer het Open op St Andrews. Het was zijn 10de Major titel.
|    | Speler          | Score           | Score | Prijzengeld (£) |
| -- | --------------- | --------------- | ----- | --------------- |
| 1  | Tiger Woods     | 67-65-71-67=270 | −18   | 720.000         |
| 2  | Chris DiMarco   | 70-65-69-68=272 | −16   | 430.000         |
| 3  | Ernie Els       | 68-65-71-71=275 | −13   | 275.000         |
| 4  | Jim Furyk       | 68-71-66-71=276 | −12   | 210.000         |
| T5 | Sergio García   | 68-71-65-73=277 | −11   | 159.500         |
| T5 | Hideto Tanihara | 72-68-66-71=277 | −11   | 159.500         |
| 7  | Ángel Cabrera   | 71-68-66-73=278 | −10   | 128.025         |
| T8 | Carl Pettersson | 68-72-70-69=279 | −9    | 95.350          |
| T8 | Andrés Romero   | 70-70-68-71=279 | −9    | 95.350          |
| T8 | Adam Scott      | 68-69-70-72=279 | −9    | 95.350          |

Maarten Lafeber eindigde op de 41ste plaats.Nicolas Colsaerts en Rolf Muntz kwalificeerden zich niet voor de laatste twee rondes.
Vanaf 1970:
1970 ·
1971 ·
1972 ·
1973 ·
1974 ·
1975 ·
1976 ·
1977 ·
1978 ·
1979 ·
1980 ·
1981 ·
1982 ·
1983 ·
1984 ·
1985 ·
1986 ·
1987 ·
1988 ·
1989 ·
1990 ·
1991 ·
1992 ·
1993 ·
1994 ·
1995 ·
1996 ·
1997 ·
1998 ·
1999 ·
2000 ·
2001 ·
2002 ·
2003 ·
2004 ·
2005 ·
2006 ·
2007 ·
2008 ·
2009 ·
2010 ·
2011 ·
2012 ·
2013 ·
2014 ·
2015 ·
2016 ·
2017 ·
2018 ·
2019 ·
2020